# 中村知世
中村 知世（なかむら ちせ、1986年9月11日 - ）は、日本の元タレント、元女優、元モデル、元グラビアアイドル。福岡県出身。アワーソングスクリエイティブに所属していた。第一薬科大学付属高等学校卒業

## 経歴
2002年、ミスマガジンのオーディションを受け、セミファイナルまで残る（同時期には中川翔子、安田美沙子、若槻千夏がいる）。
2003年、映画『スウィングガールズ』のオーディションに合格し、これが映画初出演作となって上京し、本格的に芸能界入りした。
2006年1月、オフィシャルブログ「ちせの××予報〜どっちつかずの乙女ゴコロ〜」を開設。
2006年、『轟轟戦隊ボウケンジャー』（テレビ朝日）に間宮菜月 / ボウケンイエロー役で出演。
2008年5月に平田弥里とユニット「CHI-ME（チャイム）」を結成し、歌手としても活動する。
2010年、日テレジェニック2010に選出。人気投票で1位を獲得。
2012年8月21日、『ロンドンハーツ』（テレビ朝日）でバラエティーで幅広く活躍する熊田曜子と磯山さやかの後に続くグラドルをドッキリで秘密裏にオーディションする企画「ドッキリで発掘!未来の熊田★磯山オーディション2012」の審査員特別賞に選ばれる。
2018年1月1日、一般人男性との結婚を自身のブログで報告。これに伴いグラビアアイドルとしての活動を卒業。
2018年4月9日、第1子妊娠を発表。
2018年8月22日に自身のブログを更新し、8月21日に第1子となる男児を出産したことを報告した。
芸能活動はほぼ行っていない状態が続いていたが、2019年8月末日をもって芸能界を引退したことを9月16日に更新した自身のTwitterで報告した。
2020年2月6日、第2子女児を出産。
集英社『週刊プレイボーイ』2023年4月3日号で水着姿を披露し、グラビアモデルとして復帰。約10年ぶりのプレイボーイ誌撮りおろしとなった。ただし本業は自動車リース会社事務職（2児の母）であることを明かしている。以後も芸能活動は控えるも、スーパー戦隊関連などの作品では「（また）演じられる日が来たら」と回答した。

## 人物
- 特技はアルトサックス[1]、クラリネット、三点倒立、透視。中学生時代に吹奏楽部にてテナーサックスとクラリネットを経験。2011年にバラエティ番組『浜ちゃんが!』（読売テレビ）や舞台『MY LASTカーニバル』でアルトサックスを披露している。
- 趣味は車、ゴルフ[1]。車の中でも特にスーパーカーが好きで『浜ちゃんが!』でもスーパーカー好きを語っている。愛車はBMW・Z4[8]。
- 尊敬するタレントは小倉優子。度々モノマネを披露するほど声質が似ており、有吉弘行から「にせこりん」とあだ名を付けられた。
- ブロッコリーと光り物の生魚が食べられない。生魚に対してはアレルギーを起こしてしまう体質で、2009年に出演したドラマ『メイちゃんの執事』（フジテレビ）では偶然にもその体質が合致した役柄を演じている。
- 同所属事務所グループ内のスザンヌとは高校の同級生である[9][10]。ただし、スザンヌは2年次の途中で中退している。
- 『轟轟戦隊ボウケンジャー』でボウケンイエローのスーツアクターを務めた蜂須賀祐一は、中村はアフレコが上手く、蜂須賀の演じたアドリブにも的確に声を当てていたことを評価している[11]。一方、終盤で変身前の俳優陣がスーツアクターを務めた際は、中村のみが「自分が演じたらイエローが壊れる」としてこれを拒否したことを証言している[11]。
- 『アイドルの穴』で共演した浅倉結希、内田理央、吉田桃子、中村の4人で浅倉王国を結成している[12]。

## 作品

### CD

#### シングル
- 「1/2」「ハローグッバイ」（2008年1月、ガールズレコード） - デビューシングル
- 「EMERALD STAR〜ふたりの伝説〜」「ココロ模様」（2008年5月、ガールズレコード） - 2ndシングル

#### アルバム
| 発売日         | 楽曲タイトル       | アーティスト名義                        | 収録アルバム                 | 最高 順位 |
| -------------- | ------------------ | --------------------------------------- | ---------------------------- | --------- |
| 2006年12月27日 | ひみつのたからもの | 間宮菜月 / ボウケンイエロー（中村知世） | 轟轟戦隊ボウケンジャー全曲集 | -位       |

### 映像作品
- 中村知世 The1st.（2005年5月27日、ライブドア出版）
- 知世白書（2005年10月28日、アクアハウス）
- Pure White（2006年1月20日、ラインコミュニケーションズ）
- チセラ・チョコラ（2006年9月8日、竹書房）
- Chise of Heart（2006年12月、エイベックスネットワーク）
- ちせきらら（2007年3月20日、ラインコミュニケーションズ）
- Say cheese!（2007年6月22日、フォーサイドドットコム）
- チセイロオモイ（2007年10月25日、エアコントロール）
- ちせこなでしこ（2008年1月25日、GPミュージアムソフト）
- 天女（2008年4月20日、ラインコミュニケーションズ）
- ちせぴょんず11（2008年7月18日、フォーサイドドットコム）
- 知世チセCHISE（2008年10月22日、グラッソ）
- 両想い（2010年6月25日、竹書房）
- スピカ（2010年9月22日、バップ）
- Love〜最後の恋〜（2011年8月23日、トリコ）
- ちせくる（2014年4月24日、イーネット・フロンティア）
- ちせずむ（2014年9月11日、イーネット・フロンティア）
- おちせごと（2015年6月30日、イーネット・フロンティア）
- LOVE GAME（2017年1月25日、イーネット・フロンティア）

## 出演

### バラエティ
- BSブランチ（2009年10月10日 - 2010年10月23日、BS-TBS） - レギュラー
- ショーバト!（2010年、日本テレビ）
- PON!（2010年、日本テレビ）
- 不可思議探偵団（2010年、日本テレビ）
- 1億人の大質問!?笑ってコラえて!（2010年、日本テレビ）
- アイドルちん（2010年10月9日 - 2011年1月22日、日本テレビ） - レギュラー
- アイドルの穴〜日テレジェニックを探せ!〜2010（2010年4月 - 6月、日本テレビ） - 日テレジェニック2010候補生
- アイドルの穴〜日テレジェニックを探せ!〜2011（2011年4月 - 6月、日本テレビ） - アシスタントMC
- JOYのASOBU-TV JOYnt!（2011年6月 - 2012年4月、群馬テレビ・5いっしょ3ちゃんねる） - 初代MC
- アイドルリーグ（2011年10月 - 2014年3月、日本テレビ） - レギュラー
- お昼の100万円クイズLIVE（2013年5月13日 - 2013年7月、NOTTV） - 3代目ユリパン（番組アシスタント）

### 映画
- スウィングガールズ（2004年） - 岡村恵子（アルトサックス） 役
- グリーン・デイズ（2005年） - 主演・ミカ 役
- 僕と彼女の×××（2005年） - ハートガールズ 役
- 轟轟戦隊ボウケンジャー THE MOVIE 最強のプレシャス（2006年） - 間宮菜月 / ボウケンイエロー 役
- 幽霊ゾンビ（2007年） - 主演・遠野実花 役
- 哀憑歌〜NU-MERI〜（2008年） - 佐野真澄 役
- お姉チャンバラ THE MOVIE（2008年） - 咲 役
- MW -ムウ-（2009年）
- パラダイス・キス（2011年）

### テレビドラマ
- Sunny-Side-UP（2005年、KBS京都） - 風間歩美 役
- 轟轟戦隊ボウケンジャー（2006年2月 - 2007年2月、テレビ朝日） - 間宮菜月 / ボウケンイエロー 役
- 警視庁捜査ファイルさくら署の女たち 最終話（2007年、テレビ朝日） - 増井沙耶 役
- 西村京太郎トラベルミステリー「上野駅13番線ホーム　つり合わない乗車券を買う死体!」（2009年1月、テレビ朝日） - 江川由里 役
- メイちゃんの執事（2009年1月 - 3月、フジテレビ） - 松城ひかる 役

### オリジナルビデオ
- スーパー戦隊シリーズ
  - 轟轟戦隊ボウケンジャーVSスーパー戦隊（2007年3月9日、東映） - 間宮菜月 / ボウケンイエロー 役
  - 獣拳戦隊ゲキレンジャーVSボウケンジャー（2008年3月14日、東映） - 間宮菜月 / ボウケンイエロー 役

### 舞台
- SHURABA（2009年7月、東京芸術劇場） - 高校生時代の川上由佳 役
- THE LIGHT STAFF（2009年12月、銀座小劇場） - 瀬田エリナ 役
- 異説 卒塔婆丸綺談（2010年1月、恵比寿エコー劇場） - 鹿子 役
- アリスインデッドリースクール（2010年10月、品川・六行会ホール） - 日替わりゲスト・竹内珠子 役
- MY LAST カーニバル!!（2011年8月、北沢タウンホール）
- LIBERUSプロデュース 東京ギロティン倶楽部第一回公演「東京奇人博覧会」（2013年4月17日 - 21日、新宿スペース・ゼロ）
- W-Speak第7回公演「カンキン!?」（2013年7月11日 - 14日、赤坂元気劇場）

### テレビアニメ
- ドラゴノーツ -ザ・レゾナンス-（2007年10月 - 2008年3月、テレビ東京） - ジングウジ・メグミ 役
- 屍姫 赫/屍姫 玄（2008年10月 - 2009年3月） - 山神異月 役

### ゲーム
- みんなのGOLFポータブル2 - キャディー、マナ 役

### CM
- ラグナガーデンホテル
- ほっかほっか亭

## 書籍

### 写真集
- 知世〜初見世〜（2005年5月26日、彩文館出版、撮影：毛利充裕） ISBN 978-4775600795
- チセラ・チョコラ（2006年9月8日、竹書房、撮影：佐藤学） ISBN 978-4812428856
- sugar baby?（2007年3月29日、ワニブックス、撮影：西條彰仁） ISBN 978-4847040016
- 知らない世界（2008年4月30日、リイド社、撮影：土井一秀） ISBN 978-4845835430

### 雑誌
- 週刊プレイボーイ（2023年3月20日、集英社、戦隊ヒロイン特集・撮り下ろしグラビア）